# Таврида (автодорога)
А-291 «Таврида» — автомобильная дорога федерального значения Керчь — Симферополь — Севастополь по территории Крыма; открыта для полноценного движения 27 августа 2020 года (ранее дорога уже работала с 2018 года в 2-полосном режиме частично и частично в 4-полосном режиме с июня 2020 года). Протяжённость автодороги — 250,75 км. Автодорога начинается от Крымского моста, соединяющего Крым и Кубань (выход у Керчи на дорогу А290). Окончательный официальный ввод трассы в эксплуатацию произошёл в середине декабря 2020 года. У трассы есть ответвление Симферополь — Евпатория — Мирный.

## История
В 2016 году общая стоимость проекта оценивалась местными властями в 139 млрд рублей. Тогда же были утверждены окончательные решения по маршруту и характеристикам трассы. Было решено, что половина автодороги будет проложена заново, вторая пройдёт по существующим дорогам (реконструкция). Определено 6 пусковых участков. В 2017 году все их проекты прошли государственную экспертизу. В конечном итоге стоимость семи этапов трассы составила около 150 млрд рублей.
Строительство дороги началось в мае 2017 года. Исполнитель работ по строительству трассы: АО «ВАД».
27 августа 2020 года трасса была официально открыта при участии Владимира Путина.
В январе 2021 года «Таврида» была включена в перечень автомобильных дорог федерального значения.

## Маршрут
Автодорога проходит по маршруту: Керчь — Феодосия — Белогорск — Симферополь — Бахчисарай — Севастополь.

### Пусковые участки
- 1 этап. 70,8 км (начало участка в районе транспортной развязки подходов к Крымскому мосту, окончание — в районе посёлка Приморский);
- 2 этап. 50 км (начало участка по новому направлению в районе посёлка Приморский, окончание — выход на дорогу Белогорск — Льговское в районе села Льговское);
- 3 этап. 35,6 км (от выхода на дорогу Белогорск — Льговское 35Н113 до выхода на дорогу Симферополь — Феодосия 35Р003 в районе Белогорска);
- 4 этап. 27,5 км (от выхода на дорогу Симферополь — Феодосия 35Р003 до начала большого северного обхода Симферополя (выход на Трудовое));
- 5 этап. 24,7 км (большой северный обход Симферополя, от выхода на Трудовое до выхода на дорогу Симферополь — Бахчисарай — Севастополь 35Р001 в районе Левадков);
- 6 этап. 28,9 км (от выхода на трассу Симферополь — Бахчисарай — Севастополь 35Р001 в районе села Левадки до границы Бахчисарайского района с Севастополем).
  - Участки 1-го, 3-го, 4-го и 6-го этапов — это реконструкция существующих дорог. Параллельно действующей дороге построены две новые полосы; затем транспорт пустили на новую половину дороги, а прежнюю половину реконструировали. Общая стоимость участка трассы в РК составила 137,3 млрд рублей.
- 7 этап. 13,25 км (от границы с Бахчисарайским районом по автодороге Симферополь — Бахчисарай — Севастополь 35Р001 до 17-го км автодороги «Севастополь — Инкерман» (Президентская дорога). Стоимость участка составила 11,9 млрд рублей.
- 8 этап. 7,5 км[10] (реконструкция участка трассы «Президентской дороги» до Ялтинского кольца, включая: постройку новой двухуровневой развязки, реконструкцию двух путепроводов и одного моста, а также строительство ещё одной двухуровневой развязки). Строительство этого участка ведётся в 2 этапа.
  - Стоимость работ на первом этапе, контракт на выполнение работ по которому заключен в июне 2020 года, составляет 8,9 млрд рублей.
    - Работы планировалось завершить к декабрю 2021 года[11].
    - Первый этап 8-го участка открыт 29 апреля 2022 года[12]. Длина открытого участка 6,2 км.
    - Временные (жёлтые) знаки ограничения скорости: 50 км/час[12].

  - Общая стоимость севастопольского участка трассы составляет 20,8 млрд рублей[источник не указан 1800 дней].

### Семь крупных развязок
На трассе «Таврида» находятся семь крупных развязок
:
1. Феодосийская развязка
2. Приморская развязка
3. Джанкойская развязка
4. Белогорская развязка
5. Белогорско-Симферопольская развязка
6. Развязка в селе Трудовом
7. Развязка около села Левадки.

## Характеристики трассы
- Расчётная нагрузка: до 40 тыс. автомобилей в сутки.
- Покрытие: асфальтобетон
- Категория автомобильной дороги: IВ[14]
  - Расчётная скорость движения[d]: 120 км/ч.
  - 4 полосы движения (по 2 полосы в каждую сторону), с разделением потоков встречного направления.
  - Отсутствие одноуровневых пересечений с другими автодорогами.
  - Дорога проходит вне крупных населённых пунктов.
  - Надземные пешеходные переходы.

В состав трассы входят 20 транспортных развязок, 123 путепровода, 15 мостов, 31 путепровод для проезда сельскохозяйственной техники, 17 путепроводных съездов с транспортных развязок. Некоторые изначально заложенные в проект «Тавриды» развязки не были построены.

## Хронология строительства

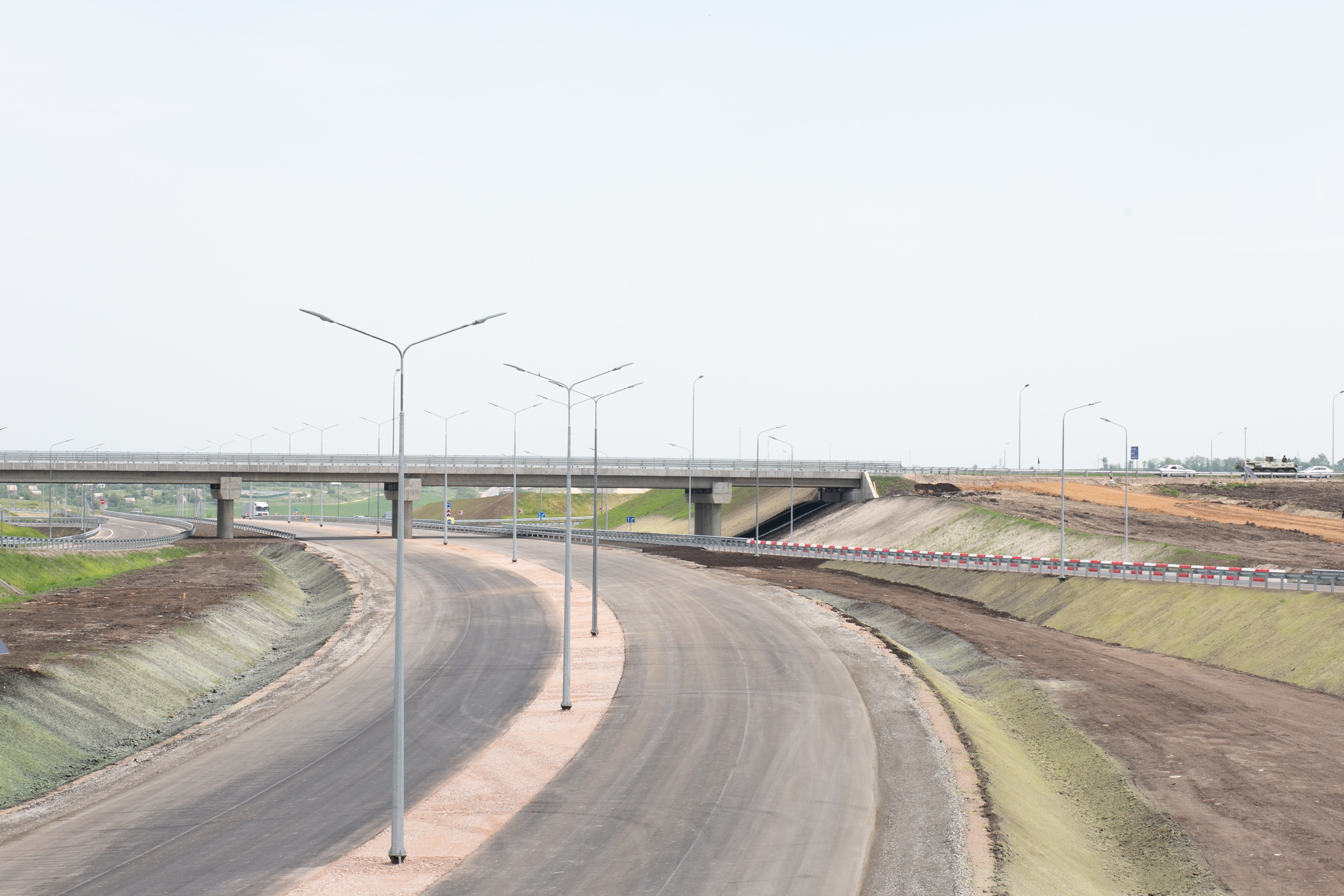
Строительство трассы

- По состоянию на май 2017 года происходит расширение трассы и засыпь её песком. Официально строительство началось с закладки памятного камня 12 мая 2017[17].
- В декабре 2017 года началось строительство севастопольского участка трассы.
- По данным на январь 2018 года, общая готовность трассы составляет 24 %. В частности, верхний слой основания трассы выполнен на 13 %, нижний слой покрытия на 10 %. Заасфальтировано более 50 км автодороги в двухполосном исполнении на участке от Керчи до Белогорска. К работам привлечено более тысячи единиц техники и около трёх тысяч человек.
- По состоянию на апрель 2018 года общая готовность объекта составляет 29 %, в частности, на первом — четвёртом этапах заасфальтировано 88 км автомобильной дороги в двухполосном исполнении без верхнего слоя щебёночно-мастичного асфальтобетона.
- По состоянию на июль 2018 года общая готовность объекта составляет 34 %[18]. На первом — четвёртом этапах заасфальтировано 97,7 км автомобильной дороги в двухполосном исполнении без верхнего слоя щебёночно-мастичного асфальтобетона первой очереди строительства. Также заасфальтировано 39,4 км автомобильной дороги в двухполосном исполнении без верхнего слоя щебёночно-мастичного асфальтобетона второй очереди строительства. В начале июля началась установка мачт освещения в районе Феодосии и на съездах с трассы[19].
- По данным на начало сентября 2018 года, общая готовность трассы составляет 38 %. При этом, общая готовность 1-4 этапов трассы составляет 72 % — в частности, на отрезке от Керчи до Симферополя, движение по которому откроют в декабре, уложено 105,3 км асфальтобетонного покрытия в двухполосном исполнении. Также уложено 55 км асфальтобетона на второй очереди строительства.
- В конце октября 2018 года общая готовность трассы оценивалась в 41 %. Готовность 1-4 этапов трассы составляет 82 %, уложено 158 км асфальтобетона в двухполосном исполнении. На второй очереди «Тавриды» строители уже уложили 70 км асфальта[20].
- 30 декабря 2018 движение транспорта открыто на втором и третьем этапах первой очереди федеральной трассы — на участке от села Батальное до Белогорска протяжённостью около 85 км[21]. Общая готовность трассы на конец декабря 2018 года составляет 51 %[22].
- 7 февраля 2019 года движение транспорта открыто на участке Дубки — Левадки (часть пятого этапа) протяжённостью 9,1 км[23].
- В апреле 2019 года сообщается, что общая готовность трассы составляет 55 %. На участке от Керчи до Симферополя продолжилось строительство наземных пешеходных переходов[24]. В марте 2019 года в Бахчисарайском районе начали укладывать асфальт[25].
- В августе 2019 года общая готовность объекта оценивалась в 74 %[26].
- В январе 2020 года общая готовность «Тавриды» составляла 85 %[27]. Также было анонсировано, что весной на трассе начнутся работы по укладке третьего слоя асфальтобетона.
- 5 марта 2020 года осуществляется укладка верхнего слоя покрытия асфальтобетона на втором и пятом этапах трассы. Уже уложено более 2,3 млн тонн асфальтобетона по всей трассе[28].
- 30 июня 2020 года запущено движение по всем 4-м полосам на 1, 2 и 3 участках: от Керчи до Белогорска[29].
- 20 июля 2020 года открыт 4-й участок от Белогорска до Симферополя[30][31]. Также увеличена максимальная скорость движения транспорта на этом участке — до 90 км/ч[32].
- 28 августа 2020 года запущено полноценное движение по четырём полосам автодороги от Керчи до Севастополя. В Росавтодоре готовность трассы оценивают в 95 %[33].
  - На эту же дату: установлены 100 % пролётных перекрытий надземных пешеходных переходов. Состояние процесса их строительства, при этом, разнится: от монтажа лестничных пролётов до монтажа лифтов[34].
- Ввод трассы в эксплуатацию запланирован на декабрь 2020 года. В середине декабря 2020 года Ростехнадзор выдал заключение о соответствии трассы[5].
- В апреле 2021 года было анонсировано, что первые объекты финального участка трассы будут запущены к концу 2021 года[35]. А двухполосное движение по последнему участку планируется запустить в 2022 году.
- В мае 2021 года на трассе открыли первую автозаправочную станцию[36]. Всего на объекте построено 11 автозаправочных комплексов[37].

## Палеонтологические и археологические раскопки
Карстовая пещера длиной более километра была обнаружена при земляных работах на трассе «Таврида» в Белогорском районе Крыма в районе Зуи. В составе комплексных экспедиций пещеру исследовали спелеологи, палеонтологи, археологи, палеоботаники, специалисты по радиоизотопному датированию. Найдены останки древних хищников и других животных.
16 октября 2018 года сибирские археологи в склепе кургана Сары-Су-1 нашли могилу скифских воинов. В ней находилась амфора из греческой колонии с клеймом, по которому эксперты установили период её изготовления — 340—336 год до н. э.
На Мекензиевых горах было обнаружено неизвестное ранее городище позднескифского времени с небольшой каменной крепостью в центре и комплексом небольших селений вокруг.
В мае 2021 года стало известно, что на месте строительства 8-го участка трассы археологи обнаружили поселение бронзового века с артефактами, возраст которых составляет более 3500 лет. Найденные предметы будут переданы музею-заповеднику «Херсонес Таврический».